# (1479) Inkeri
(1479) Inkeri – planetoida z pasa głównego asteroid okrążająca Słońce w ciągu 4 lat i 137 dni w średniej odległości 2,67 au. Została odkryta 16 lutego 1938 roku w Obserwatorium Iso-Heikkilä w Turku przez Yrjö Väisälä. Nazwa planetoidy pochodzi od popularnego fińskiego imienia, które nosiła wnuczka oraz siostrzenica odkrywcy a także regionu Inkeri na pograniczu Rosji i Finlandii. Przed nadaniem nazwy planetoida nosiła oznaczenie tymczasowe (1479) 1938 DE.